# Gamla riksarkivet

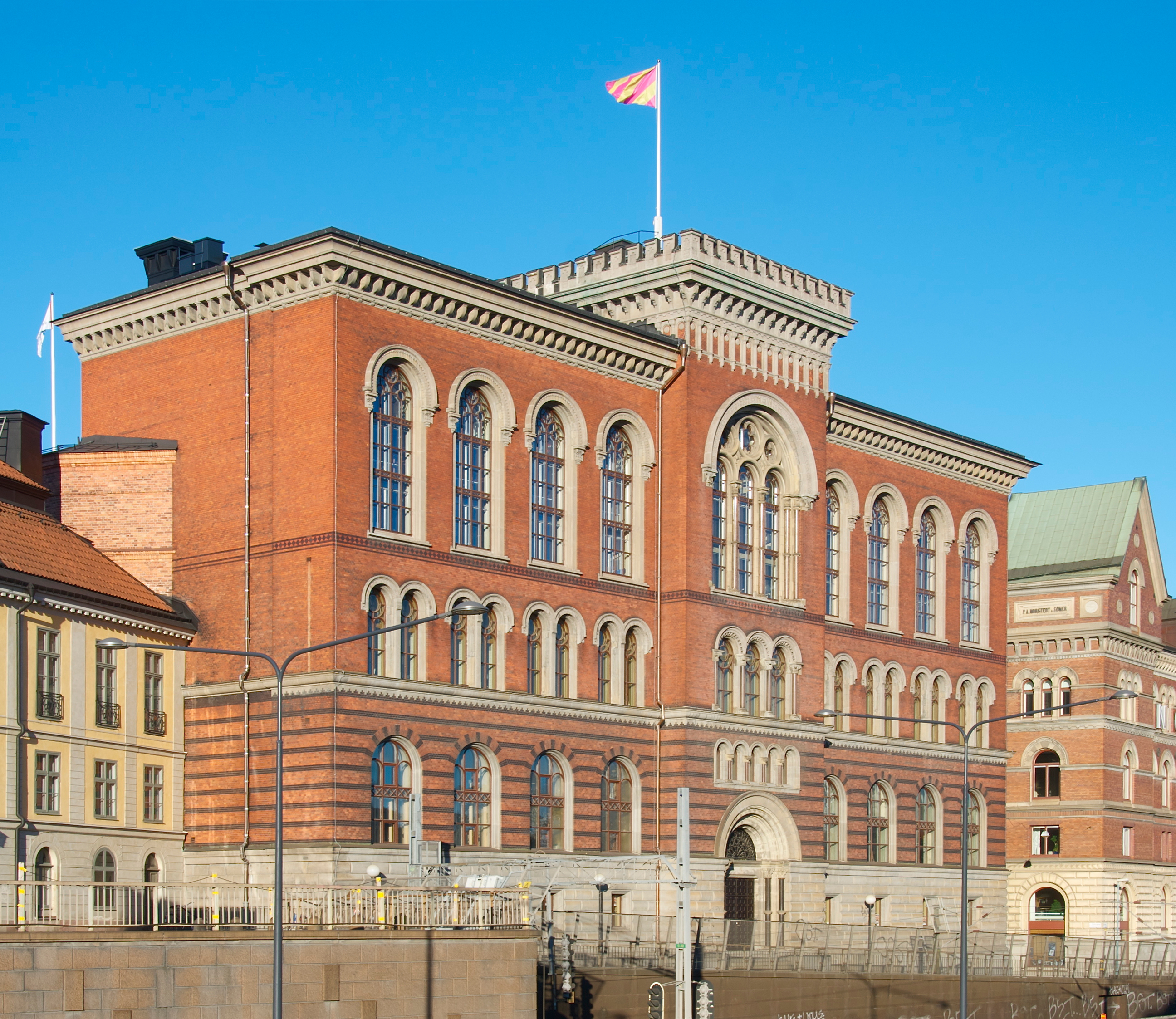
Gamla Riksarkivet, fasad mot öst, 2011

Gamla riksarkivet är en tidigare arkivbyggnad på Arkivgatan 3 på Riddarholmen, Stockholm. Här låg Riksarkivet fram till flytten till den 1968 nyuppförda Riksarkivets huvudbyggnad på Kungsholmen. Byggnaden var när den uppfördes Stockholms högsta och hade ritats av arkitekt Axel Fredrik Nyström. I dag är byggnaden ett framträdande exempel på det sena 1800-talets institutionsbyggande och ett av få bevarade hus av sin art i Europa. Fastigheten är blåmärkt av Stadsmuseet i Stockholm vilket betyder "att bebyggelsen bedöms ha synnerligen höga kulturhistoriska värden".

## Historik

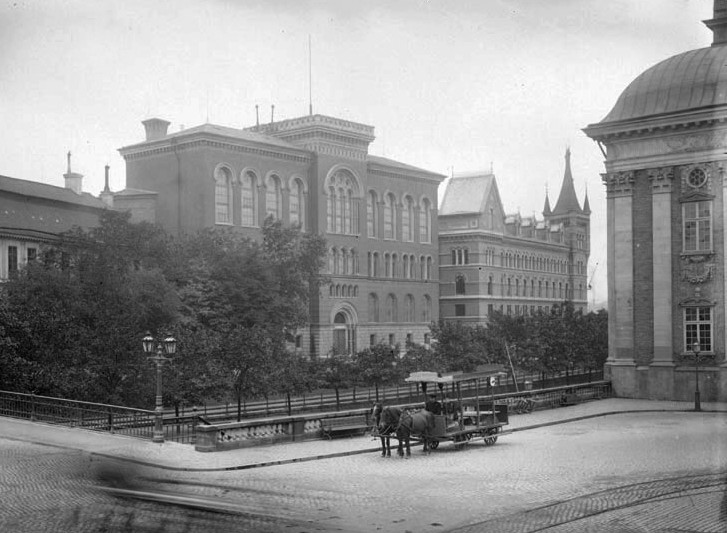
Gamla riksarkivet och Norstedtshuset 1896.

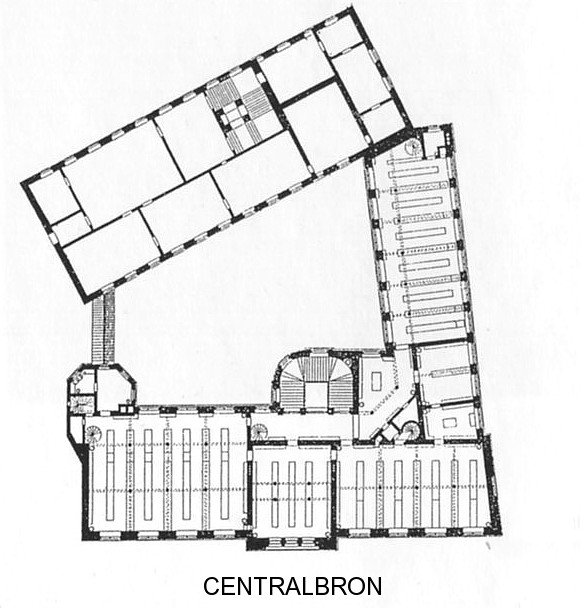
Planritning från 1890-tal.

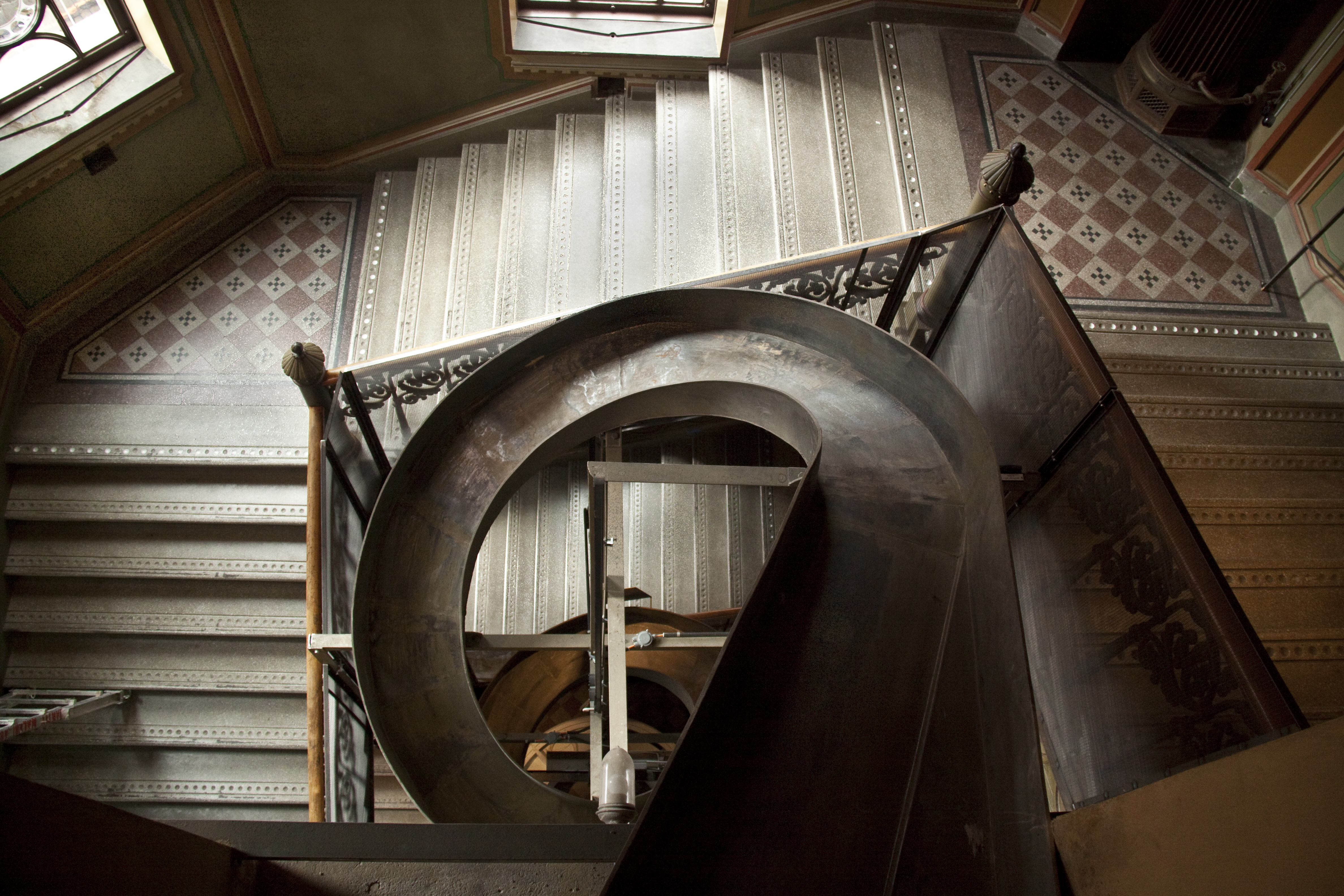
Sidotrappa med bok-rutschkana före ombyggnaden.

Byggnaden, som utgör en del i ett större projekt, fogades samman med de äldre arkivlokalerna i Stenbockska palatset. Mot grannhuset, Norstedts förlags byggnad, lade man ut en brandgata, Tryckerigatan. Ovanför en hög bottenvåning av grå betong är rött och svart klinkertegel lagt i skift. Formspråket anknyter till medeltiden och manifesterar sin egenart genom sina proportioner och höga rundbågade fönster i fjärde våningen. Där rymdes en stor läsesal.
Byggnaden på Riddarholmen uppfördes 1887-1890 av storbyggmästaren Axel Gotthard Janson och kom till i samband med att Riksarkivet blev ett självständigt ämbetsverk 1878. Arkitekt var Axel F. Nyström. Huset, som då det byggdes var Stockholms högsta, uppfördes på en stomme av gjutjärn för att öka brandsäkerheten. Våningsplanen vilar på ett bjälklag bestående av balkar av valsat järn. Detta bars upp av smäckra gjutjärnskolonner med ändarna upplagda på inmurade plattor. Även bokhyllorna var av gjutjärn och dörrarna av ångpanneplåt.
Invändig dekor samt fönsterprofiler är också utförda i järn. Dörrarna är utförda i ångpanneplåt med karmar och trösklar av sandsten. Det enda brännbara är hyllplanen av trä. Senare studier har dock visat att en brand i arkivmaterialet troligtvis hade lett till en sådan upphettning att järnet gett vika och byggnaden rasat. Gamla Riksarkivet hade nymodigheter som ett värmesystem med självcirkulation och Sveriges första eldrivna hiss.
Rädslan för brand innebar också att man till en början inte drog in elektricitet i arkivet. Fönstren gjordes därför stora för att kunna ta tillvara dagsljuset. De förbipasserande ångloken sotade dock snabbt ned fönsterytorna, och då den statliga arbetstiden utökades till sex timmar såg man det som nödvändigt att förse lokalerna med elektriskt ljus. De stora dekorationsmålningarna utfördes troligtvis av Edvard August Bergh som var lärare i dekorativ målning på Slöjdskolan (sedermera Konstfack). Spiralrutschkanan, eller bokstörten, som går genom samtliga våningar tillkom under andra världskriget i händelse av att arkivhandlingarna snabbt måste föras i säkerhet utanför Stockholm.
Sedan Riksarkivet helt lämnat byggnaden 1995 har den inrymt några tillfälliga projekt, genealogi bland annat, men de bortåt 5 000 kvadratmeterna har stått i det närmaste tomma.

## Barn- och ungdomskulturhuset Palatset
Framtiden för huset med dess intakta inredning var under många år oviss, men hösten 2008 aviserade Stockholms stad, Stockholms läns landsting och några intresserade näringslivssponsorer att här skulle inrymmas ett nytt kulturpalats för barn och ungdom med film, musik, teater, bibliotek, dans, teve, verkstäder, scener, gästspel och längre engagemang med barnkultur från både Sverige och omvärlden. Ägaren, Statens fastighetsverk, påbörjade 2009 en varsam renovering och i oktober 2011 nyinvigdes byggnaden med Palatset som ny hyresgäst.
I januari 2012 försattes palatset i konkurs endast tre månader efter invigningen. Enligt Palatsets ledning var orsaken att startkostnaderna blev högre än väntat medan intäkterna blev lägre än väntat.
Sedan våren 2014 bedriver Stureplansgruppen event- och konferensverkssamhet i lokalen.

## Bilder efter ombyggnaden

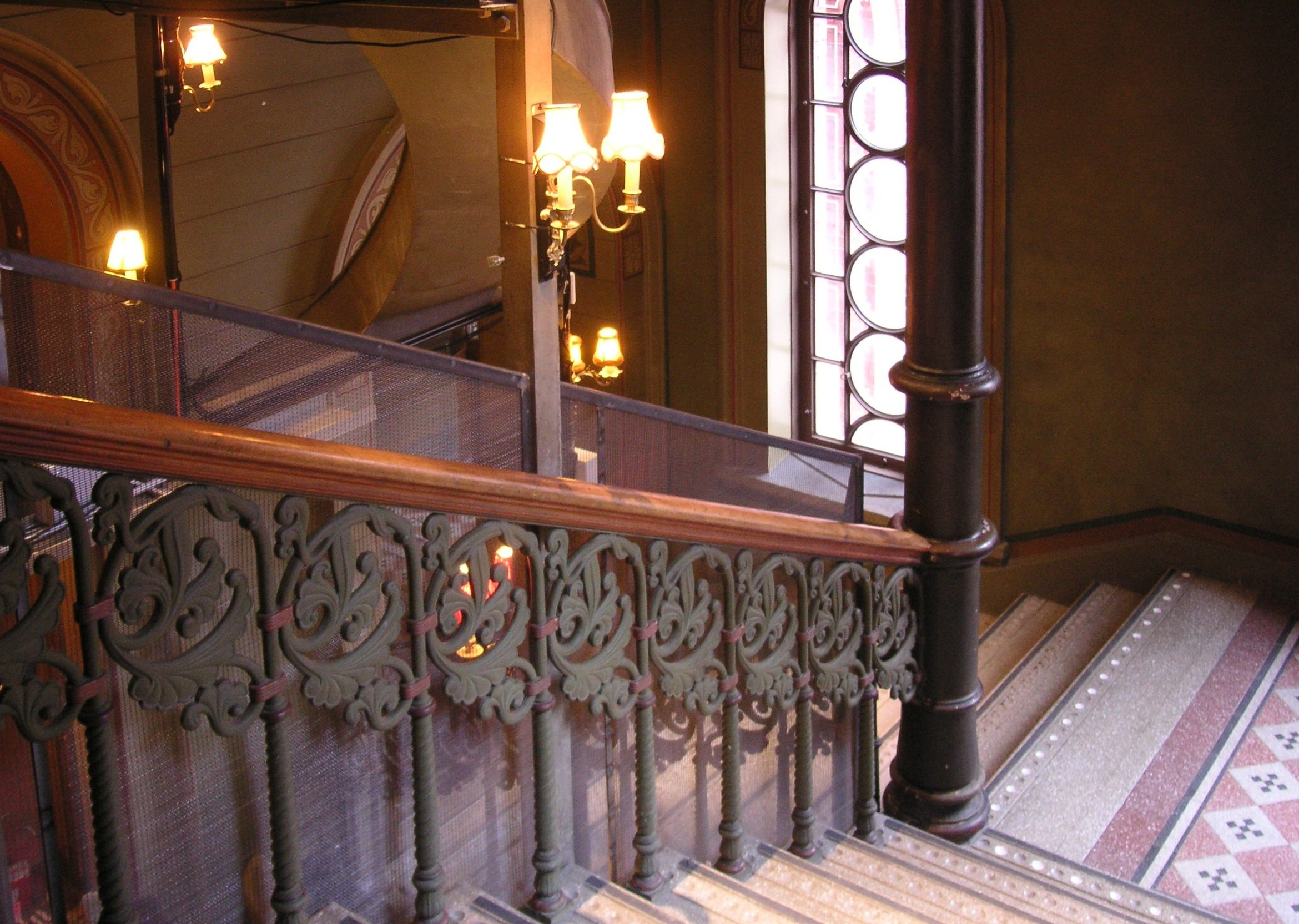
Sidotrappans trapplopp
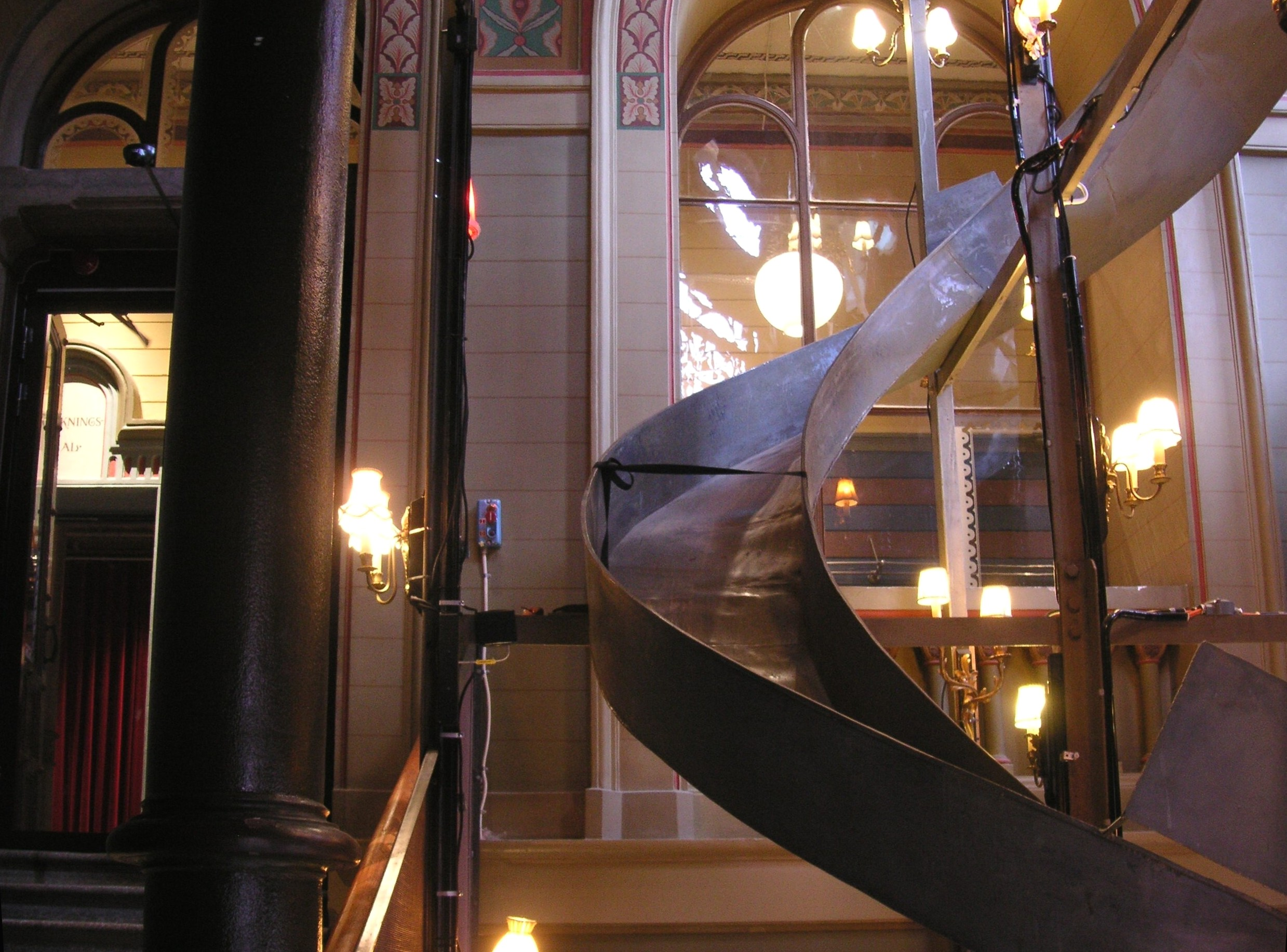
Sidotrappa med bokbanan
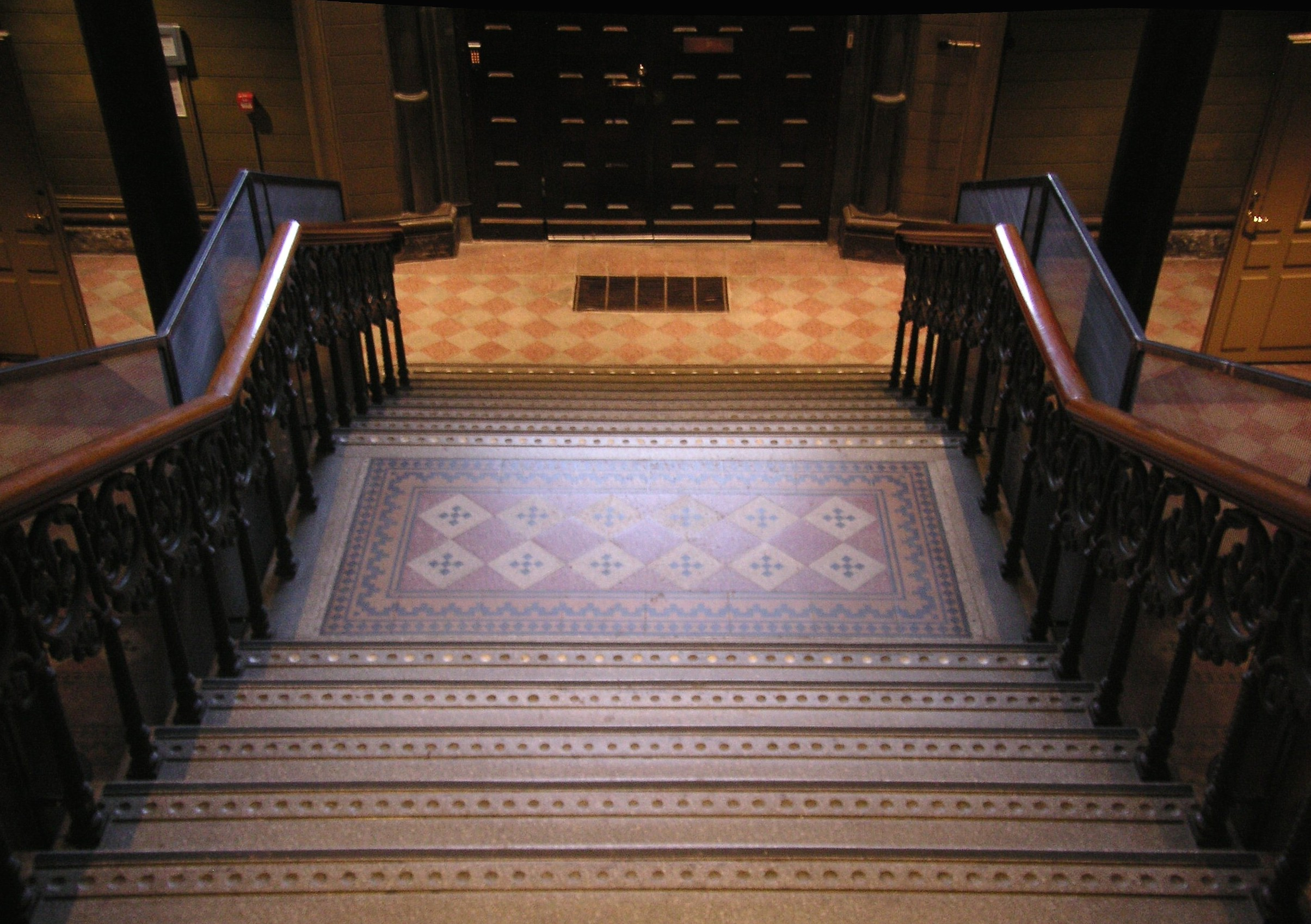
Huvudtrappan
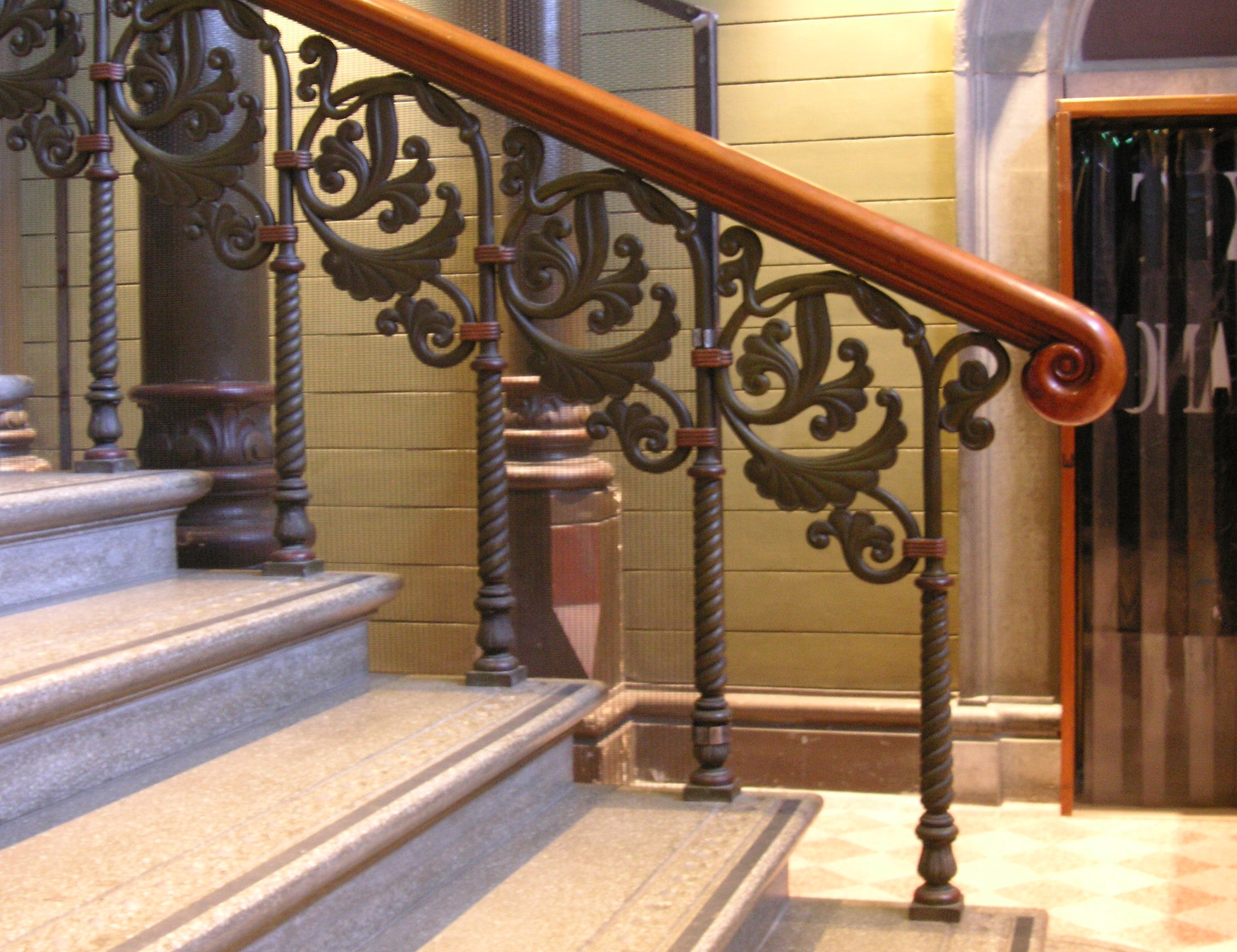
Huvudtrappans räcke

## I litteraturen
I författaren Anders Fagers skräcktrilogi "Fallet Cornelia Karlsson" finns en stor skatt av gamla ockulta böcker gömda under Riksarkivet.